# Stiftung Attl
Die Stiftung Attl ist eine Einrichtung für Menschen mit geistiger Behinderung in Wasserburg am Inn.

## Aufgabenbereich
Zum Aufgabenbereich der Stiftung Attl gehören eine Schule, eine Heilpädagogische Tagesstätte, Kinderhorte, Förderstätten, Werkstätten und Wohnheime. Im Jahr 2019 erweitert die Stiftung ihr Tätigkeitsfeld um ambulante Angebote. Die Einrichtung betreibt neben den zentralen Einrichtungen im Wasserburger Ortsteil Attel noch Standorte in Pfaffing, Edling, Rott, Reitmehring, Soyen und Wasserburg am Inn.

## Organisation
Ein Vorstand und ein Stiftungsrat bilden die Organe der Stiftung.

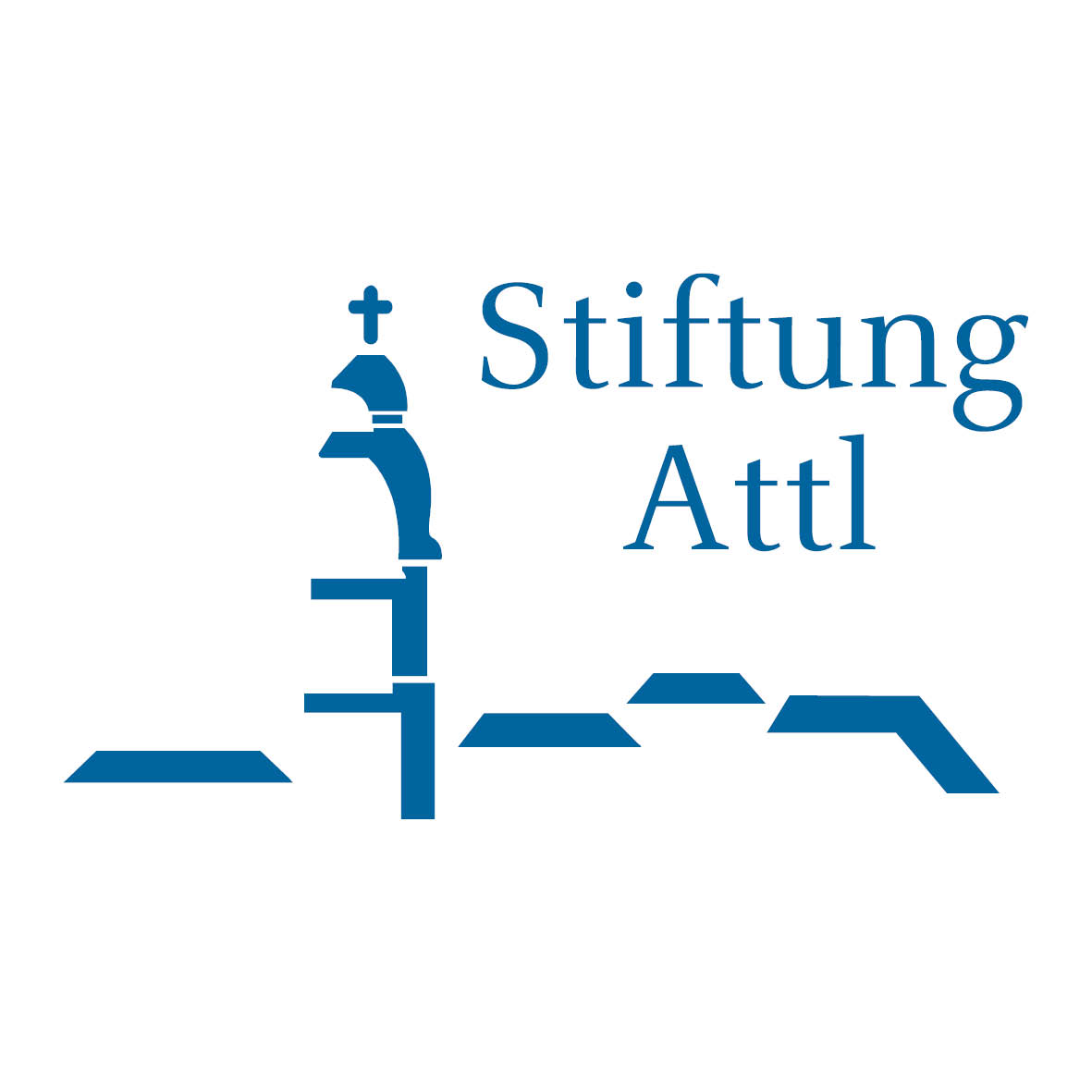
Logo der Stiftung Attl

Der Vorstand besteht aus zwei Personen und führt die Geschäfte der Stiftung Attl.
Der Stiftungsrat besteht aus fünf Personen und trifft sich mindestens zweimal im Jahr. Er entscheidet in allen grundsätzlichen Angelegenheiten. Zu seinen Aufgaben gehört die Berufung, die Beaufsichtigung und die Entlastung des Stiftungsvorstands.

## Geschichte
1087 erfolgt die Gründung des Benediktinerklosters Attel, dessen Auflösung 1803 im Zuge der Säkularisation erfolgt.
1873 wurde in den Klostergebäuden die Stiftung Attl als Einrichtung für Menschen mit Behinderung gegründet; die Verwaltung wird an den Orden der Barmherzigen Brüder übergeben. 1905 erfährt das Kloster eine grundlegende Modernisierung. Außerdem erhält der Ostflügel einen Anbau.
Während des Zweiten Weltkriegs beschlagnahmen die Nationalsozialisten das Kloster Attl und führen es als Wehrmachtslazarett. Die etwa 230 Menschen mit Behinderung, die zu dieser Zeit in Attel untergebracht sind, kommen nach Schloss Hartheim bei Linz, wo diese vergast werden. Offiziell handelt es sich um eine Verlegung. Nach Kriegsende dienen die Klostergebäude als Auffanglager für Kriegsflüchtlinge.
Nach dem Krieg wird 1950 die Stiftung Attl wieder eine Einrichtung für Menschen mit Behinderung unter Führung der Barmherzigen Brüder. Diese übergeben 1970 dem Caritasverband der Diözese München und Freising die Verwaltung der Einrichtung. Seit 1994 agiert die Stiftung Attl als rechtsfähige Stiftung des bürgerlichen Rechts.

## Wohnen
Das Wohnen umfasst den größten Unternehmensbereich innerhalb der Stiftung Attl. Derzeit bietet es Wohnangebote für 481 Kinder, Erwachsene und Senioren mit geistiger Behinderung. Das Angebot der 52 Wohngruppen reicht von ambulanten Angeboten über offene bis beschützende Gruppen im Intensivbereich.
1975 erfolgt der Bau eines Wohnheimes für Senioren mit Behinderung, dem heutigen Wohnbereich „Pater Rupert Mayer“. 1987 gründet die Stiftung Attl die erste Außenwohngruppe für Menschen mit Behinderung in der Stadt Wasserburg. 1988 erfolgt der Neubau eines Wohnheimes mit Wohnplätzen für Schwerbehinderte. Es ist heute das Zentrum des Wohnbereiches „Don Bosco“.
1995 wird in einem Modellprojekt der Stiftung Attl in Rott am Inn ein privat finanziertes Wohnheim für Behinderte errichtet. Die Stiftung Attl erhält dafür einen Preis vom Bayerischen Sozialministerium.
In einem Kooperationsmodell mit der Gemeinde Rott am Inn für Betreutes Wohnen für Senioren werden 2001 zwei Wohngruppen mit 20 Plätzen integriert. Außerdem beginnt in diesem Jahr die Sanierung des Klosterflügels Ost, die bis 2004 dauert. Den neuen Verbindungsbau zwischen Kloster und Kirche, genannt „Spange“, beziehen zwei Wohngruppen.
2014 eröffnet die Stiftung Attl auf Veranlassung des Landratsamts Rosenheim ein Clearinghaus für unbegleitete minderjährige Flüchtlinge.
Seit 2015 bietet das Schopperstatthaus Platz für drei Wohn- und zwei Förderstättengruppen im Wasserburger Zentrum. Das Wohnhaus errichtete die Gemeinnützige Wohnungsbau-Genossenschaft (GWG) errichtet und vermietet es langfristig an die Stiftung Attl. 2017 eröffnet die Stiftung Attl drei neue Wohnhäuser in Eiselfing.

### Ambulant betreutes Wohnen
Seit Jahr 2007 unterstützt die Stiftung Attl im Rahmen des Ambulant Betreuten Wohnen Menschen mit Behinderung dabei, in den eigenen vier Wänden in und um Wasserburg zu leben.

## Arbeiten
Als die Stiftung Attl 1873 als Einrichtung für Menschen mit Behinderung gegründet wird, bilden Landwirtschaft und Gärtnerei sowie Küche und handwerkliche Betriebe die traditionellen Arbeitsbereiche für die Bewohner der Stiftung Attl. Fast 100 Jahre später beginnt der Aufbau der Inntal-Werkstätten. 1979 kommt es zur Anerkennung der „Werkstatt für behinderte Menschen“ (WfbM) nach dem Schwerbehindertengesetz. 1986 erfolgt ein kompletter Neubau der „Werkstatt für behinderte Menschen“, den heutigen „Inntal-Werkstätten“. Zu ihnen zählen Kantine und Küche, eine Gärtnerei, der Attler Markt, eine Landwirtschaft, eine Produktion bestehend aus Montage- und Metallabteilung, ein Kfz-Betrieb sowie eine Schreinerei und Weberei in der Außenstelle Rott. 
1998 wurde die Gärtnerei erweitert und zog in die neuen Gebäude am Ortseingang von Attel. 1999 folgte ein Neubau mit moderner Ausstattung für die Küche, angegliederter Kantine für die Beschäftigten der Inntal-Werkstätten und eines Mehrzweckbereiches. 2005 zog die Landwirtschaft aus dem Klosterbereich in ein neues Gebäude an der Ortseinfahrt um. Der Attler Naturland-Hof ist ein anerkannter Biobetrieb. Er betreibt Hühner- und Mutterkuhhaltung, Schweinemast, Holzwirtschaft sowie Getreide- und Kartoffelanbau und bietet 30 Arbeitsplätze für Menschen mit Behinderung. 
In der Nacht zum 4. Oktober 2015 brannte der Kuhstall des Attler Hofs ab, wobei mehr als 80 Tiere ums Leben kamen. Nach dem Wiederaufbau folgte im April 2017 die Wiedereinstallung der Rinder.

### Förderstätte
Die Förderstätte bietet Menschen, die aufgrund der Schwere ihrer Behinderung keiner Arbeit nachgehen können, einen zweiten Lebensbereich. Die meisten der 105 Plätze finden sich im Ortsteil Attel. Je zwei Außengruppen befinden sich in Rechtmehring (seit 2011) und in Wasserburg im Schopperstatthaus (seit 2015).

## FairJob
Im April 2015 wird die Integrationsfirma Fairjob gGmbH, eine 100-prozentige Tochtergesellschaft der Stiftung Attl, gegründet. Der Betrieb bietet Dienstleistungen im Garten- und Landschaftsbau sowie einen Malerfachbetrieb. Er unterhält die CAFESITObar in Wasserburg am Inn.

## Menschen mit Autismus
„Casa Rossa“ wird das Haus für Menschen mit Autismus wegen seines rosafarbigen Außenanstrichs genannt. Im Jahr 2001 beziehen 16 Bewohner in zwei Gruppen das neue Gebäude. Sein Raum- und Betreuungskonzept hat Modellcharakter. 2005 startet ein weiteres Modellprojekt für Menschen mit Autismus. Die Inntal-Werkstätten eröffnen eine Abteilung für Menschen mit Autismus, die 20 Arbeitsplätze anbietet.

## Lernen
Seit 1971 bietet die Stiftung Attl Kindern und Jugendlichen im Heim eine sonderpädagogische Beschulung an. Zunächst gibt es vier Klassen. Ende der 70er-Jahre steigt die Klassenzahl auf sechs an. Die Stiftung Attl beginnt einen Neubau. Die Makarius-Wiedemann-Schule wird 1981 fertig gestellt. Sie ist für neun Klassen geplant und nimmt nun auch Kinder aus der Umgebung auf. Die „Förderschule zur individuellen Lebensbewältigung“ umfasst außerdem eine Turnhalle, ein Hallenbad sowie ein Sport- und Spielgelände. 1983 erfolgt die Gründung der Tagesstätte, die 2001 als Heilpädagogische Tagesstätte anerkannt wird. 2003 zieht diese aus der Förderschule in ein neues Gebäude mit 45 Plätzen.

## Pflegen (2006 bis 2019)
Im Jahr 2006 übernimmt die Stiftung Attl die Trägerschaft des Senioren- und Pflegeheims Maria Stern auf der Burg in Wasserburg. Zum 1. Januar 2020 wechselt der Träger. Fortan gehört Maria Stern zum Betreuungszentrum Wasserburg GmbH der Unternehmensgruppe Krohn-Leitmannstetter.

## Aktuelles
Im Jahr 2018 zählt die Stiftung Attl zu den Preisträgern des Inklusionspreises des Bezirks Oberbayern.
Den mit 2.000 Euro dotierten 3. Preis erhalten Radio Regenbogen und Stiftung Attl (beide Landkreis Rosenheim) für ihr gemeinsames Projekt Bürgerradio.